# الکسی باخارف
الکسی باخارف (روسی: Алексей Александрович Бахарев؛ زادهٔ ۱۲ اکتبر ۱۹۷۶ – ۱۸ مارس ۲۰۲۲) بازیکن فوتبال اهل روسیه بود.
از باشگاه‌هایی که در آن بازی کرده بود می‌توان به باشگاه فوتبال روبین کازان، باشگاه فوتبال اسپارتاک مسکو، باشگاه فوتبال روتور ولگوگراد، باشگاه فوتبال شاختار دونتسک، باشگاه فوتبال لادا-تولیاتی، و باشگاه فوتبال ماشوک-کی‌ام‌وی پیتیگورسک اشاره کرد.
وی همچنین در تیم‌های ملی فوتبال روسیه و اوکراین بازی کرده بود.